# Suite (musique)
Pour les articles homonymes, voir Suite.
Une suite, en musique, est un ensemble ordonné de pièces instrumentales ou orchestrales jouées en concert plutôt qu'en accompagnement ; elles peuvent être extraites d'un opéra (Les Indes galantes), d'un ballet (Casse-noisette), d'une musique de scène destinée à une pièce de théâtre (L'Arlésienne) ou à un film (Lieutenant Kijé) ; elles peuvent aussi être une pièce originale (Suite Holberg, Les Planètes).
À l'époque baroque, la suite était assez précisément définie, avec des pièces unifiées par tonalité et était constituée de danses parfois précédées par un prélude ou une ouverture. Elle était également connue sous l'appellation « suite de danses », « ordre » (terme privilégié par François Couperin et quelques autres) ou « partita » (surtout en Allemagne), parfois même « sonate ». Au XVIIIe siècle, le terme « ouverture » peut faire référence à la suite entière, comme dans les suites orchestrales de Jean-Sébastien Bach.

## La suite baroque
À la fin de la Renaissance, les musiciens prennent l'habitude d'alterner les airs de danse selon leur tempo — lent ou vif, solennel ou gai, etc. Ils enchaînent souvent, par exemple, la pavane et la gaillarde. L'accompagnement des bals revenant souvent aux luthistes, la difficulté d'accorder leur instrument les amène à jouer ces différents airs dans la même tonalité, afin de pouvoir les enchaîner rapidement. Cette caractéristique sera conservée même lorsque la suite sera jouée sur un autre instrument — clavecin, viole ou autre — ou par un orchestre. C'est l'origine de la suite de danses, succession d'airs de danses traditionnelles écrites en principe dans la même tonalité, alternant danses de tempos lents et rapides et de coupe binaire — deux épisodes en « da capo » chacun — on dit « avec reprise », la première partie va de la tonique à la dominante, la seconde retourne de la dominante à la tonique et elle est écrite généralement en imitation de la première.
Estienne Du Tertre publie en 1557 des suyttes de bransles, faisant ainsi une utilisation du terme quand la forme usuelle n'était alors qu'une paire de danses. La première suite reconnaissable est la Newe Padouan, Intrada, Dantz, and Galliarda de Paul Peuerl (en) en 1611, dans laquelle les quatre danses du titre se répètent dans dix suites. Le Banchetto musicale de Johann Schein (1617) contient vingt séquences de cinq danses différentes.
Progressivement, une structure « normalisée » apparaît. Johann Jakob Froberger est attesté comme étant le premier compositeur à grouper de façon presque systématique les quatre mouvements de la suite classique : allemande, courante, sarabande et gigue (laquelle est apparue plus tardivement que les autres). Les manuscrits originaux de Froberger, largement publiés et copiés, montrent souvent l'adoption d'ordres différents dans les mouvements (par exemple, la gigue précédent la sarabande). Ce sont donc ses éditeurs qui ont procédé à la « normalisation ». L'influence des éditeurs se retrouvera également dans l'édition des œuvres de Jean-Sébastien Bach. Avant Froberger, Chambonnières et Louis Couperin composent de nombreuses danses qui ressortissent au genre, mais sans les assembler en des suites de composition imposée. Il faut voir dans les recueils de pièces édités par le premier ou laissés à l'état de manuscrits épars par le second des florilèges de pièces dans lesquelles les interprètes choisissent, à leur goût, les constituants de leurs concerts. C'est Nicolas Lebègue qui, le premier, emploie le terme de « suitte » (sic) dans l'édition imprimée de ses œuvres.
Le schéma habituel d'une suite est : Allemande, au tempo modéré et d'origine allemande, Courante, au tempo vif, d'origine française, Sarabande, au tempo lent et d'origine espagnole, Gigue, au tempo vif et d'origine anglaise. C'est la forme la plus pratiquée dans la musique française des XVIIe et XVIIIe siècles, mais son domaine s'étend largement au-delà des frontières du royaume de Louis XIV et de Louis XV et on la trouve chez la majorité des compositeurs allemands et quelques grands noms de la musique instrumentale italienne. Il faut rapprocher cette diffusion de celle du modèle architectural de Versailles auprès des cours étrangères. Les suites sont jouées au clavecin, au luth, à la viole, ou bien plus tardivement par des ensembles orchestraux.
Mais le cadre proposé n'est ni rigide ni figé, et presque tous les compositeurs introduisent des variantes. Les plus fréquentes :
- un prélude — mesuré ou non — en début ou, plus rarement, une ouverture ou une toccata ; on trouvera, notamment chez les Allemands, les termes de præludium ou de præmbulum ;
- deux, voire trois, danses successives du même type et de thèmes proches : c'est souvent le cas de la courante ;
- une chaconne ou passacaille, généralement à la fin (mais pas toujours) ;
- diverses danses — gavotte, menuet, bourrée, passepied, rigaudon, tambourin, loure, etc. — entre la sarabande et la gigue ;
- des « doubles » consistant à varier le thème — variation mélodique ou harmonique — ou le rythme qui s'accélère progressivement, etc.
- des « pièces de caractère », surtout chez les compositeurs français.

Ou encore des airs, des toccatas, des fugues, des fantaisies, des mouvements à l'italienne : allegro, andante, largo, etc. Mais la gaillarde et, surtout, la pavane ne sont pratiquement plus présentes. D'autres danses anciennes ou rares telles que canaries, brusque, volte, loure, etc. restent exceptionnelles. Les mouvements optionnels des suites les plus tardives incluant d'autres mouvements entre la sarabande et la gigue sont qualifiés de « galanteries ». Parfois au nombre de deux avec le même nom, elles sont notées comme devant être jouées « alternativement » : par exemple pour les menuets I et II, le premier sera joué à nouveau après le second ce qui donnera I, II, I. Dès les années 1730, si les compositeurs français écrivent toujours des suites, celles-ci ne comprennent presque plus d'airs de danse traditionnels, qui sont remplacés par des « pièces de caractère », suivant l'exemple de Couperin et Rameau.
La suite peut aussi s'appeler, selon le compositeur, ordre, ouverture, partita (en Allemagne) voire sonate, principalement en Italie avant que ce terme ne soit réservé à une forme musicale différente et spécifique. François Couperin utilise à plusieurs reprises une suite comme second volet de compositions plus ambitieuses incluant aussi les mouvements d'une sonate à l'italienne — ce qu'il appelle « les goûts réunis » et ce que le marketing anglo-saxon en matière d'édition musicale appelle une « super-suite ».
L'addition plus tardive d'une ouverture constituant une suite d'ouverture est extrêmement populaire auprès des compositeurs allemands : Georg Philipp Telemann affirme avoir écrit plus de deux cents suites d'ouverture, Jean-Sébastien Bach avec ses quatre suites pour orchestre ainsi que d'autres suites, et George Frideric Handel avec ses Water Music et Music for the Royal Fireworks utilisent cette forme. Haendel a écrit vingt-deux suites pour clavier ; Bach produisit plusieurs suites pour luth, violoncelle, violon, flûte et autres instruments, ainsi que des suites anglaises, des suites françaises et des partitas pour clavier. Pour Bach en particulier, la forme suite est une base à partir de laquelle se construisent des séquences plus élaborées.
La suite n'est pas réservée aux instruments solistes, mais peut se pratiquer dans toutes les formations instrumentales en usage à l'époque. Les célèbres Ouvertures pour orchestre de Bach ressortissent à la suite, même si elles ne respectent pas le schéma classique Allemande-Courante-Sarabande-Gigue. La suite pour orgue est une extrapolation de la suite de danses, les danses profanes étant hors de propos à l'église.
La suite baroque fut progressivement supplantée par la sonate et la symphonie. Le nom fut repris plus tard dans une acception différente, mais désignant toujours une forme composée.

### En France
Ce genre musical d'origine et de tradition françaises a été illustré par de très nombreux compositeurs français en particulier pour le luth, la viole de gambe, le clavecin (cf. l'école française de clavecin) :
- Denis Gaultier a laissé trois recueils de suites pour le luth ;
- Jacques Champion de Chambonnières fut un des fondateurs de l'école française de clavier ;
- Louis Couperin ;
- Marin Marais a composé des suites pour viole de gambe ;
- François Couperin :
  - parmi ses suites pour clavecin (qu'il appelle « ordres »), on remarque quelques pièces caractéristiques : « La voluptueuse », « La tendre nanette », « La commère », « Les barricades mystérieuses », « Les tic-toc choc ou les maillotins »,
  - Dans le domaine de la musique à plusieurs instruments, on peut noter ses « concerts royaux » et ses sonates : « L'apothéose de Jean Baptiste Lully » et « L'apothéose de Arcangelo Corelli » dans lesquelles il plaide avec une égale passion pour la réunion des goûts italien et français. Il a également écrit une méthode pour jouer du clavecin appelée « l'art de toucher le clavecin », référence incontournable pour tout interprète qui aborde l'instrument.
- Jean-Philippe Rameau : parmi ses suites pour clavecin on trouve  « La poule », « L'Égyptienne », « Les tourbillons » et « Pièces de clavecin en concert » qui sont des petites pièces pour clavecin et accompagnement de cordes formant une suite.
- Jacques-Martin Hotteterre ;
- Pierre Danican Philidor ;
- Anne Danican Philidor.

### En Angleterre et Grande-Bretagne
En Angleterre, on pourrait considérer comme une suite embryonnaire le couple de danses "pavane et gaillarde", fort en vogue chez les luthistes de l'époque élisabéthaine et chez les virginalistes (William Byrd, John Bull, Peter Philips, etc.). Les "pavane et gaillarde" disparaissent vers 1650.
- Henry Purcell
- William Croft
- Georg Friedrich Haendel

### En Allemagne
- Johann Jakob Froberger
- Matthias Weckmann
- Johann Kaspar Kerll
- Dietrich Buxtehude
- Georg Muffat
- Georg Böhm
- Johann Caspar Ferdinand Fischer
- Johann Mattheson
- Georg Philipp Telemann
- Christoph Graupner
- Johann Joseph Fux
- Jean-Sébastien Bach :
  - Suites pour violoncelle seul
  - Suites anglaises
  - Suites françaises
  - Partitas ou suites allemandes
  - Suites orchestrales
- Sylvius Leopold Weiss

### À Bruxelles (Pays-Bas espagnols)
- Josse Boutmy
- Joseph-Hector Fiocco

### En Italie
- Bernardo Pasquini
- Arcangelo Corelli

## La suite orchestrale ou instrumentale
La suite orchestrale ou instrumentale est un regroupement de mouvements évoquant une idée extra-musicale dont l'origine peut se trouver dans la littérature, l'histoire, la peinture ou la nature. La suite symphonique a généralement suivi la forme conventionnelle de la symphonie classique ou romantique pour finalement englober un large éventail de formes musicales. Dans la deuxième moitié du XVIIIe siècle, la suite, considérée comme démodée, était détrônée par la symphonie et le concerto et rares sont les suites écrites à cette époque. À partir du XIXe siècle, les compositeurs ont fréquemment arrangé des ballets, opéras et autres œuvres sous la forme de suites destinées au concert. Ces arrangements avaient pour but de rendre la musique accessible à un plus large public et a grandement contribué à la rendre effectivement plus populaire à l'exemple des suites de Piotr Ilitch Tchaïkovsky pour le Casse-noisette ou Aaron Copland pour l'Appalachian Spring.
La suite orchestrale est généralement constituée par un ou plusieurs mouvements comme les suites orchestrales no 1 et 2 tirées de la musique de scène de Peer Gynt par Edvard Grieg. La suite peut être la sélection instrumentale d'œuvres musicales plus larges comme un opéra, un ballet, une musique de film ou une comédie musicale. Elle peut également être constituée d'une séquence de pièces plus petites reliées par un thème commun comme les suites aux couleurs nationalistes de Grieg, de Jean Sibelius, de Tchaïkovsky ou de Gustav Holst. Elle peut encore faire délibérément référence à des thèmes baroques comme dans la malicieuse Suite pour piano d'Arnold Schoenberg. Camille Saint-Saëns a illustré le genre avec la Suite pour violoncelle et piano op. 16 (1862), une Suite d'orchestre op. 49, destinée au départ à l'harmonium, il l'orchestre en 1869 puis la Suite algérienne pour orchestre op. 60 en 1880.
Apportée par l'impressionnisme, la suite pour piano a été réintroduite par des compositeurs français du début du XXe siècle tels que Albert Roussel, La Suite en fa pour orchestre, Maurice Ravel et Claude Debussy. La Suite bergamasque de Debussy en est sûrement l'exemple le plus remarquable, notamment le troisième mouvement, Clair de lune. Ravel est particulièrement connu pour les Miroirs et Le Tombeau de Couperin, suites pour piano nécessitant une très grande dextérité du pianiste.
Autre exemple fameux de suite du début du XXe siècle, Les Planètes de Gustav Holst sont une suite pour orchestre dans laquelle chaque pièce présente la signification astrologique de l'une des sept planètes inhabitées alors connues. Ses première (en), en mi bémol, et deuxième (en) (en fa) suites pour orchestre d'harmonie sont moins connues.

## La suite de tradition populaire
Les enchaînements de danses sont pratiqués depuis la Renaissance dans la plupart des cultures européennes et se sont perpétuées dans les traditions dansées. Ainsi à Szék, en Transylvanie, on connaît depuis longtemps la suite sűrű tempó (danse rapide de garçons) - ritka tempó (danse lente de garçons) - csárdás - sűrű csárdás ; on y intercale parfois le négyes. En Bretagne, la gavotte se présente également en une suite de danses (Ton simpl, Tamm kreiz et Ton doubl), de même que la suite plinn. Au XIXe siècle, les musiciens de bals enchaînaient souvent scottish - valse - polka - mazurka. Dans les Bals folk contemporains, une suite de danses désigne un enchaînement sans interruption de morceaux se dansant sur le même pas de base, mais avec des mélodies différentes (suite de bourrées, suite de rondeaux, etc.)